# Masza Klinowa
Masza Klinowa, z domu Jarmolinska, ros. Маша Ярмолинская (ur. 18 listopada 1968) – izraelska szachistka reprezentująca do 1992 r. Związek Radziecki, arcymistrzyni od 1996, posiadaczka męskiego tytułu mistrza międzynarodowego od 2002, trenerka klasy międzynarodowej (FIDE Trainer) od 2012 roku.

## Kariera szachowa
Pomiędzy 1994 a 2008 r. siedmiokrotnie reprezentowała Izrael na szachowych olimpiadach, za każdym razem na najtrudniejszej, I szachownicy. Oprócz tego, w latach 1992–2007 sześciokrotnie (wszystkie starty na I szachownicy) wystąpiła na drużynowych mistrzostwach Europy. Dwukrotnie zwyciężała w turniejach strefowych (Zagrzeb 1993, Drezno 1998 – wspólnie z Ellą Pitam). Była również dwukrotną brązową medalistką indywidualnych mistrzostw Izraela (1994, 2000). W 1999 r. podzieliła I m. (wspólnie z Ilze Rubene) w turnieju Scandic Hotels w Sztokholmie. W 2000 r. wystąpiła w rozegranym w Nowym Delhi pucharowym turnieju o mistrzostwo świata, w I rundzie przegrywając z Qin Kanying. W 2001 r. podzieliła I m. w dwóch kołowych turniejach rozegranych w Odessie, natomiast w trzecim samodzielnie zwyciężyła. W 2003 r. zwyciężyła w dwóch otwartych turniejach w Symferopolu, w 2005 r. zajęła I m. w Sewastopolu, a w 2008 r. odniosła kolejny sukces, dzieląc II m. za Ołeksandrem Nosenko, wspólnie z Andrejsem Strebkovsem i Angelą Borsuk) w Chersoniu.
Najwyższy ranking w karierze osiągnęła 1 kwietnia 2004 r., z wynikiem 2436 punktów zajmowała wówczas 29. miejsce na światowej liście FIDE, jednocześnie zajmując 1. miejsce wśród izraelskich szachistek.